# Katryna Esposito
Katryna Esposito, född 11 augusti 2000, är en maltesisk judoutövare.

## Karriär
Vid olympiska sommarspelen 2024 i Paris blev Esposito utslagen i sextondelsfinalen i 48 kg-klassen av mongoliska Bavuudordzjijn Baasanchüü.